# Matt Pinfield
Matt Pinfield (28 mai 1966) est un acteur et producteur américain.

## Filmographie
Acteur
- 1986 : 120 Minutes (série télévisée) : Host
- 1992 : Alternative Nation (série télévisée) : Host
- 1997 : Box Suite
- 1998 : Metallica: Reload/Rehearse/Request (TV) : Host
- 2001 : Farmclub.com (série télévisée) : Host
- 2005 : Sound Off (série télévisée) : Host
- 2006 : VH1 Rock Honors Pre-Show (TV) : Host

Producteur
- 2005 : Sound Off (série télévisée)